# Dendrobium smithianum
Dendrobium smithianum är en orkidéart som beskrevs av Rudolf Schlechter. Dendrobium smithianum ingår i släktet Dendrobium, och familjen orkidéer. Inga underarter finns listade i Catalogue of Life.